# Alexander Edler
Alexander Edler, né le 21 avril 1986 à Östersund, dans la province de Jämtland en Suède, est un joueur professionnel suédois de hockey sur glace.

## Carrière
Alexander est une surprise du Repêchage d'entrée dans la LNH 2004 puisqu'il n'est pas classé par le Bureau Central de Scout. C'est le recruteur des Canucks de Vancouver, Thomas Gradin, qui donne son nom aux dirigeants de Vancouver après l'avoir vu jouer en troisième ligue suédoise. Les Canucks de Vancouver font une série de transferts lors du Repêchage d'entrée dans la LNH 2004 avec les Stars de Dallas pour faire signer Edler à la position souhaitée.[réf. nécessaire]
Après avoir été repêché au 91e rang, Edler arrive en Amérique du Nord et est envoyé aux Rockets de Kelowna de la WHL. À la suite du camp d'entraînement des Canucks de Vancouver en 2006, Edler rejoint le Moose du Manitoba en AHL pour la saison 2006-2007. Tôt dans la saison, après la blessure du vétéran Sami Salo, Edler est appelé à venir jouer avec les Canucks le 4 novembre 2006 contre l'Avalanche du Colorado. Au total, Edler apparaît dans 22 matchs pour sa première saison chez les professionnels. Lors de cette saison, il est élu Recrue de l'année du Moose du Manitoba.
En 2007-2008, Edler devient membre permanent des Canucks de Vancouver, il participe au Match des jeunes étoiles avec l'équipe de l'Ouest. Au début de la saison 2008-2009, Edler signe un contrat de 13 millions de dollars pour 4 ans avec Vancouver. Lors de cette saison il marque un sommet personnel de 4 points (1 but, 3 passes) contre les Blackhawks de Chicago, le 7 février 2009.

## Statistiques

### En club
| Saison     | Équipe               | Ligue         |       | Saison régulière | Saison régulière | Saison régulière | Saison régulière | Saison régulière |   | Séries éliminatoires | Séries éliminatoires | Séries éliminatoires | Séries éliminatoires | Séries éliminatoires |
| Saison     | Équipe               | Ligue         | PJ    | B                | A                | Pts              | Pun              | PJ               | B | A                    | Pts                  | Pun                  |                      |                      |
| 2003-2004  | Jämtland HF          | Division 1    | 24    | 3                | 6                | 9                | 20               | -                | - | -                    | -                    | -                    |                      |                      |
| 2003-2004  | Jämtland HF U20      | J20 Elit      | 6     | 0                | 3                | 3                | 6                | -                | - | -                    | -                    | -                    |                      |                      |
| 2004-2005  | Modo Hockey U20      | J20 SuperElit | 33    | 8                | 15               | 23               | 40               | 5                | 1 | 0                    | 1                    | 6                    |                      |                      |
| 2005-2006  | Rockets de Kelowna   | LHOu          | 62    | 13               | 40               | 53               | 44               | 12               | 3 | 5                    | 8                    | 12                   |                      |                      |
| 2006-2007  | Moose du Manitoba    | LAH           | 49    | 5                | 21               | 26               | 28               | 8                | 0 | 0                    | 0                    | 2                    |                      |                      |
| 2006-2007  | Canucks de Vancouver | LNH           | 22    | 1                | 2                | 3                | 6                | 3                | 0 | 0                    | 0                    | 2                    |                      |                      |
| 2007-2008  | Moose du Manitoba    | LAH           | 2     | 0                | 1                | 1                | 0                | -                | - | -                    | -                    | -                    |                      |                      |
| 2007-2008  | Canucks de Vancouver | LNH           | 75    | 8                | 12               | 20               | 42               | -                | - | -                    | -                    | -                    |                      |                      |
| 2008-2009  | Canucks de Vancouver | LNH           | 80    | 10               | 27               | 37               | 54               | 10               | 1 | 7                    | 8                    | 6                    |                      |                      |
| 2009-2010  | Canucks de Vancouver | LNH           | 76    | 5                | 37               | 42               | 40               | 12               | 2 | 4                    | 6                    | 10                   |                      |                      |
| 2010-2011  | Canucks de Vancouver | LNH           | 51    | 8                | 25               | 33               | 24               | 25               | 2 | 9                    | 11                   | 8                    |                      |                      |
| 2011-2012  | Canucks de Vancouver | LNH           | 82    | 11               | 38               | 49               | 34               | 5                | 2 | 0                    | 2                    | 8                    |                      |                      |
| 2012-2013  | Canucks de Vancouver | LNH           | 45    | 8                | 14               | 22               | 37               | 4                | 1 | 0                    | 1                    | 2                    |                      |                      |
| 2013-2014  | Canucks de Vancouver | LNH           | 63    | 7                | 15               | 22               | 50               | -                | - | -                    | -                    | -                    |                      |                      |
| 2014-2015  | Canucks de Vancouver | LNH           | 74    | 8                | 23               | 31               | 54               | 6                | 0 | 3                    | 3                    | 4                    |                      |                      |
| 2015-2016  | Canucks de Vancouver | LNH           | 52    | 6                | 14               | 20               | 46               | -                | - | -                    | -                    | -                    |                      |                      |
| 2016-2017  | Canucks de Vancouver | LNH           | 68    | 6                | 15               | 21               | 36               | -                | - | -                    | -                    | -                    |                      |                      |
| 2017-2018  | Canucks de Vancouver | LNH           | 70    | 6                | 28               | 34               | 68               | -                | - | -                    | -                    | -                    |                      |                      |
| 2018-2019  | Canucks de Vancouver | LNH           | 56    | 10               | 24               | 34               | 54               | -                | - | -                    | -                    | -                    |                      |                      |
| 2019-2020  | Canucks de Vancouver | LNH           | 59    | 5                | 28               | 33               | 62               | 17               | 0 | 7                    | 7                    | 20                   |                      |                      |
| 2020-2021  | Canucks de Vancouver | LNH           | 52    | 0                | 8                | 8                | 58               | -                | - | -                    | -                    | -                    |                      |                      |
| 2021-2022  | Kings de Los Angeles | LNH           | 41    | 3                | 16               | 19               | 34               | 7                | 0 | 2                    | 2                    | 14                   |                      |                      |
| 2022-2023  | Kings de Los Angeles | LNH           | 64    | 2                | 9                | 11               | 34               | 4                | 0 | 0                    | 0                    | 4                    |                      |                      |
| Totaux LNH | Totaux LNH           | Totaux LNH    | 1 030 | 104              | 335              | 439              | 733              | 93               | 8 | 32                   | 40                   | 78                   |                      |                      |

### En équipe nationale
Il représente la Suède au niveau international.
| Année | Équipe    | Compétition                 |    | PJ | B | A | Pts | Pun               |  | Résultat |
| 2006  | Suède U20 | Championnat du monde junior | 6  | 0  | 1 | 1 | 6   | 5e place          |  |          |
| 2008  | Suède     | Championnat du monde        | 8  | 1  | 2 | 3 | 12  | 4e place          |  |          |
| 2014  | Suède     | Championnat du monde        | 2  | 0  | 1 | 1 | 25  | Médaille d'or     |  |          |
| 2014  | Suède     | Jeux olympiques             | 6  | 1  | 1 | 2 | 0   | Médaille d'argent |  |          |
| 2017  | Suède     | Championnat du monde        | 10 | 2  | 2 | 4 | 4   | Médaille d'or     |  |          |

## Trophées et honneurs personnels

### Ligue nationale de hockey
- 2007-2008 : participe au Match des Jeunes Étoiles de la LNH
- 2011-2012 : participe au 59e Match des étoiles de la LNH